# Richard Bauman
Richard Bauman é um folclorista e antropólogo estadunidense. Professor emérito de Folclore, Antropologia e Comunicação e Cultura da Universidade de Indiana, foi diretor do Centro de Estudos Interculturais de Folclore e Etnomusicologia da Universidade do Texas. É um dos principais pesquisadores dos estudos folclóricos, dos estudos da performance e da antropologia linguística, perpassando por uma variedade de investigações: dos quaker até reflexões teóricas sobre semiótica.
Sua obra Let Your Words Be Few foi uma das primeiras a discutir ideologias linguísticas, isto é, como avaliações sobre a própria linguagem moldam as práticas linguísticas. Bauman foi membro da Bolsa Guggenheim, do Centro de Estudos Avançados em Ciências Comportamentais, da Academia de Ciências e Letras da Finlândia e da Sociedade Americana de Folclore. Muitos de seus trabalhos são desenvolvidos ao lado de outros cientistas, como Charles L. Briggs, Roger D. Abrahams, Joel Sherzer, Américo Paredes e Beverly J. Stoeltje.

## Obras
- Richard Bauman (1983) Let Your Words Be Few: Symbolism and Silence among Seventeenth Century Quakers. New York: Cambridge University Press.
- Richard Bauman e Charles L. Briggs (1990) "Poetics and Performance as Critical Perspectives on Language and Social Life." Annual Review of Anthropology. 19:59-88.
- Charles L. Briggs e Richard Bauman (1992) "Genre, Intertextuality, and Social Power." Journal of Linguistic Anthropology. 2(2):131-72.
- Richard Bauman, ed. Folklore, Cultural Performances, and Popular Entertainments: A Communications-Centered Handbook. New York: Oxford University Press.
- 2003. Voices of modernity: Language Ideologies and the Politics of Inequality. Cambridge: Cambridge University Press.
- Richard Bauman e Charles L. Briggs (2003) Voices of Modernity: Language Ideologies and the Politics of Inequality. New York: Cambridge University Press.
- Richard Bauman (2004) A World of Others' Words: Cross-Cultural Perspectives on Intertextuality. Malden, MA: Blackwell Publishing.